# Alice de Thouars, Duquesa da Bretanha
Alice de Thouars (em francês: Alix, em bretão: Alis; Bretanha, 1200 –  21 de outubro de 1221) foi duquesa da Bretanha de 1203 a 1221.

## Biografia
Nasceu em 1200, filha de Constança, duquesa da Bretanha, e de Guido de Thouars. Sua mãe faleceu depois de dar à luz Alice e sua irmã gêmea, Catarina. Era irmã uterina de Artur I, duque da Bretanha, e de Leonor, a "bela donzela" da Bretanha, filhos de Constança e de Godofredo Plantageneta. À morte de Ricardo I da Inglaterra, Artur e seu tio paterno, João I da Inglaterra, passaram a disputar o poder na Bretanha. Ele e Leonor foram capturados na Batalha de Mirabeau, em 1202, e aprisionados no Castelo de Corfe; Artur desapareceu misteriosamente um ano depois.
A nobreza bretã reconheceu Alice como duquesa da Bretanha após a morte de Artur, ao invés de sua irmã Leonor, pois temia-se que o rei João reivindicasse o governo da Bretanha pela sobrinha cativa. Seu pai Guido foi nomeado regente por Alice até 1206, quando o próprio rei Filipe II da França se fez regente do ducado.
Em 1213, o rei arranjou o casamento de Alice com seu primo, Pedro de Dreux, que se tornou regente. Alice e Pedro tiveram três filhos.
Alice faleceu de parto, sem ter exercido muito controle sobre sua própria herança. Seu filho primogênito, João, herdou seus direitos, mas seu esposo Pedro permaneceu como o governante real da Bretanha até 1237. Seu corpo foi sepultado na Abadia de Nossa Senhora, em Villeneuve-les-Nantes.

## Descendência
- João (c. 1217 - 8 de outubro de 1286), duque da Bretanha;
- Iolanda (1218 - 10 de outubro de 1272), condessa de Penthièvre;
- Artur (1220 - 1224).